# National Lampoon's Christmas Vacation 2: Cousin Eddie's Island Adventure
National Lampoon's Christmas Vacation 2: Cousin Eddie's Island Adventure (ook bekend als Christmas Vacation 2: Cousin Eddie's Island Adventure) is een Amerikaanse komische film uit 2003 en een vervolg op National Lampoon's Christmas Vacation (1989). Matty Simmons was verantwoordelijk voor het script en de regie was in handen van Nick Marck.
De meeste critici beweren dat National Lampoon's Christmas Vacation met Chevy Chase in de hoofdrol beter zou zijn dan Christmas Vacation 2.

## Verhaal
In deze film werkt Eddie samen met een chimpansee als testpersoon voor een firma. Uiteindelijk blijkt dat deze firma moet bezuinigen wat betekent dat een van beide testpersonen zal moeten vertrekken. Dit wordt Eddie, omdat hij minder slim zou zijn dan de chimpansee. Als de chimpansee Eddie bijt krijgt hij een schadevergoeding door middel van een reis naar een eiland in de Stille Zuidzee (Grote Oceaan). Op dit eiland gaat niet alles even vlekkeloos en er gebeuren de meest vreemde dingen.

## Rolverdeling
Hoofdpersonages:
- Eddie Johnson - Randy Quaid
- Catherine Johnson - Miriam Flynn
- Audrey Griswold - Dana Barron
- Clark 'Third' Johnson - Jake Thomas
- Muka Laka Miki - Sung Hi Lee
- Oom Nick - Edward Asner

## Trivia
- Dana Barron speelt in deze film opnieuw Audrey Griswold. Dit deed zij ook in National Lampoon's Vacation. Nu is zij echter ouder en heeft zij een vriend.
- Dit is de enige film in de Vacation-reeks waarin Chevy Chase en Beverly D'Angelo niet spelen. In de film zijn zij op vakantie en bevinden zij zich ergens anders. De enige terugkerende personages zijn Eddie en Catherine Johnson (Randy Quaid en Miriam Flynn respectievelijk).